# ويلبر وو
ويلبر وو (بالإنجليزية: Wilbur Woo)‏ هو سياسي أمريكي، ولد في 12 ديسمبر 1915، وتوفي في 12 نوفمبر 2012. حزبياً، نشط في الحزب الجمهوري.